# Sebastián Olivares
Leandro Sebastián Olivares Salatino (Mendoza, 15 maggio 1992) è un calciatore argentino, difensore del San Martín (M).

## Caratteristiche tecniche
È un difensore centrale.

## Carriera
Cresciuto nelle giovanili del Godoy Cruz, debutta in prima squadra il 22 aprile 2012 disputando da titolare il match pareggiato 0-0 contro l'Independiente.